# Нью-Шорем
Нью-Шорем (англ. New Shoreham) — місто (англ. town) в США, в окрузі Вашингтон штату Род-Айленд. Населення — 1410 осіб (2020).

## Демографія

### Перепис 2010
Згідно з переписом 2010 року, у місті мешкала 1051 особа в 514 домогосподарствах у складі 285 родин. Було 1808 помешкань
Расовий склад населення:
| - 96,7 % — білих - 0,7 % — чорних або афроамериканців - 0,5 % — азіатів - 0,1 % — корінних американців - 1,1 % — осіб інших рас |

До двох чи більше рас належало 1,0 %. Частка іспаномовних становила 2,9 % від усіх жителів.
За віковим діапазоном населення розподілялося таким чином: 15,5 % — особи молодші 18 років, 63,2 % — особи у віці 18—64 років, 21,3 % — особи у віці 65 років та старші. Медіана віку мешканця становила 50,2 року. На 100 осіб жіночої статі у місті припадало 104,9 чоловіків; на 100 жінок у віці від 18 років та старших — 102,3 чоловіків також старших 18 років.
Середній дохід на одне домашнє господарство становив 82 335 доларів США (медіана — 76 174), а середній дохід на одну сім'ю — 82 946 доларів (медіана — 80 625). Медіана доходів становила 63 947 доларів для чоловіків та 50 357 доларів для жінок. За межею бідності перебувало 9,2 % осіб, у тому числі 30,8 % дітей у віці до 18 років та 13,0 % осіб у віці 65 років та старших.
Цивільне працевлаштоване населення становило 516 осіб. Основні галузі зайнятості: будівництво — 22,5 %, мистецтво, розваги та відпочинок — 18,4 %, роздрібна торгівля — 17,2 %.

### Перепис 2000
За даними перепису 2000 року
на території муніципалітету мешкало 1 010 людей, було 472 садиб та 250 сімей.
Густота населення становила 40,1 осіб/км². З 472 садиб у 21,4 % проживали діти до 18 років, подружніх пар, що мешкали разом, було 43,4 %,
садиб, у яких господиня не мала чоловіка — 7,2 %, садиб без сім'ї — 47 %.
Власники 12,9 % садиб мали вік, що перевищував 65 років, а в 35 % садиб принаймні одна людина була старшою за 65 років. Кількість людей у середньому на садибу становила 2,13, а в середньому на родину 2,82.
Середній річний дохід на садибу становив 44 779 доларів США, а на родину — 59 844 доларів США. Чоловіки мали дохід 39 432 доларів, жінки — 28 125 доларів. Дохід на душу населення був 29 188 доларів. Приблизно 8 % родин та 7,9 % населення жили за межею бідності.
Медіанний вік населення становив 43 років. На кожних 100 жінок віком понад 18 років припадало 95,5 чоловіків.